# Phaonia atrocitrea
Phaonia atrocitrea är en tvåvingeart som beskrevs av Malloch 1923. Phaonia atrocitrea ingår i släktet Phaonia och familjen husflugor. Inga underarter finns listade i Catalogue of Life.